# The Black Cat (Edgar Allan Poe)
The Black Cat is een kort verhaal uitgebracht in 1843 door de Amerikaanse dichter E.A. Poe. Het verhaal is een studie naar schuldgevoel, dit wordt gedaan aan de hand van de gebeurtenissen rondom de hoofdpersoon. De hoofdpersoon maakt een persoonlijkheidsverandering door, van zachtaardige jongen naar een psychotische moordenaar.

## Verfilmingen
Het verhaal van Poe is meerdere malen verfilmd:
- The Black Cat (1934), een horrorfilm van Edgar G. Ulmer met Boris Karloff en Bela Lugosi.
- The Black Cat (1941), een horrorfilm van Albert S. Rogell met Bela Lugosi.
- The Black Cat (1966), een horrorfilm waarin regisseur Harold Hoffman Poe's verhaal situeert in Texas.
- Your Vice Is a Locked Room and Only I Have the Key (1972), een giallo-film van Sergio Martino (losse adaptatie).
- Il Gatto Nero, Lucio Fulci's horrorfilm uit 1981, die hij baseerde op Poe's verhaal.
- The Black Cat, segment uit de horrorfilm Two Evil Eyes (1990) van Dario Argento met Harvey Keitel.
- The Black Cat (Masters of Horror) (2007), een film van Stuart Gordon uit de serie Masters of Horror, waarin hij Poe als personage opvoert.